# Myrkur
Myrkur (v překladu z islandštiny znamená temnota) je black metalový hudební projekt dánské zpěvačky a multiinstrumentalistky Amalie Bruun (bývalé členky poprockové kapely Ex Cops) založený v New York City v USA. Mezi její inspirace patřily norské kapely Darkthrone a Ulver a také skladatel Edvard Grieg. Emblémem Myrkur je runa ᛗ v kruhu.
Debutní studiové album s názvem M vyšlo v srpnu 2015. Druhá studiová deska Mareridt vyšla v září 2017. V roce 2020 vyšlo folk rockové album Folkensange.

## Diskografie

### Dema
- Skaði (2014)

### Studiová alba
- M (2015)[1]
- Mareridt (2017)
- Folkesange (2020)
- Spine (2023)

### Koncertní alba
- Mausoleum (2016)

### EP
- Myrkur (2014)
- Juniper (2018)

### Singly
- Nattens barn (2014)
- Onde Børn (2015)